# ملی‌گرایی اردنی

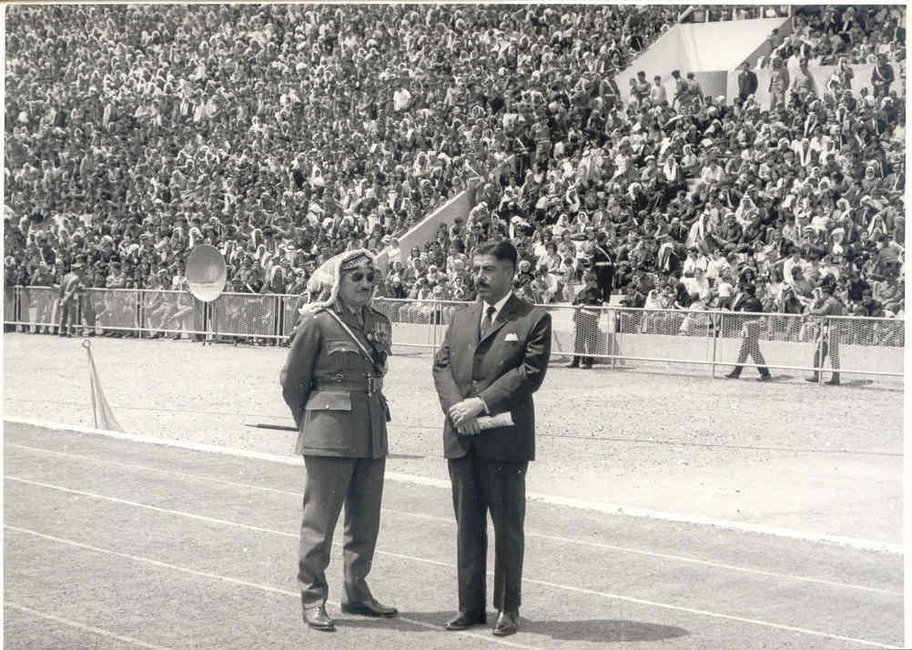
ملی گرایان اردن؛ مارشال حبیب المجالی و نخست‌وزیر سابق وی وصفی الطل در ورزشگاه بین‌المللی امان در سال ۱۹۶۷.

ملی‌گرایی اردنی (عربی: قومية أردنية) یک اعتقاد و تفکر ملی‌گرایی است که براساس آن مردم اردن را جزئی از جهان عرب بحساب می‌آورد. ظهور ملی‌گرایی اردنی در جریان انقلاب بزرگ عربی در سال ۱۹۶۱ است و همچنین در شعار اول اردن که ملک عبدالله دوم در سال ۲۰۰۲ آن را مطرح کرد ظهور پیدا نمود. علاوه براین در دوران قرار داشتن در قیمومیت انگلیس در اوایل قرن بیستم نیز ظهور پیدا نمود که از طرف مسلمانان و چه مسیحیان یا قبایل چرکس که از استقلال فرااردن از انگلیس حمایت می‌کردند مطرح می‌شد.